# Костянтин I (цар Кахеті)
Костянтин I (груз. კონსტანტინე I; 1567 — 22 жовтня 1605) — цар Кахетії, син царя Олександра II від першого шлюбу з Тінатін Амілахварі. Представник династії Багратіоні.

## Життєпис
Олександр відрядив свого сина, царевича Костянтина, як заручника до двору перського шаха Аббаса Великого. В Ірані Костянтин відмовився від християнства та прийняв іслам. Навесні 1605 року Аббас покликав царевича до себе, надав йому ширванське військо та наказав повернутись на батьківщину, щоб убити свого батька та брата Георгія, а самому захопити царський трон Кахетії.
12 березня того ж року у царському палаці в місті Дзегамі за наказом Костянтина було вбито його батька та брата, а також присутніх на зборах кахетинських дворян. Після цього Костянтин захопив царський престол. Він зажадав, щоб цариця Кетеван, вдова його брата Давида, вийшла за нього заміж. Однак Кетеван відмовилась. Їй на допомогу прибуло багато кахетинських мтаварів. У жовтні 1605 року Костянтин із військом виступив проти заколотників, але зазнав поразки та був убитий.